# Михаил Копыстенский
Епископ Михаил (в миру Матвей Копыстенский, пол. Mateusz Kopystyński; ум. 1610) — епископ Киевской митрополии Константинопольской православной церкви, епископ Перемышльский и Самборский
Родом из знатной дворянской фамилии (герба Лелива). Был женат. С 1591 года — епископ Перемышльский и Самборский.
Подобно епископу Львовскому Гедеону Балабану, сначала склонялся к принятию унии, но, когда уния была утверждена соборным определением в 1596 году, епископ Михаил заявил себя ее непримиримым противником, за что вместе с Гедеоном Балабаном был предан анафеме. Несмотря на это, епископ Михаил продолжал исполнять свой епископский долг и рукополагал священников даже в другие епархии, епископы которых отпали в унию. Немало притеснений вынес он и от местной польской шляхты, отнимавшей земельные угодья и дома, принадлежавшие Перемышльской епископии.
Умер в 1610 году (по другим данным — в 1612).